# Breakfast in America (piosenka)
Breakfast In America – utwór brytyjskiej, progresywnej grupy rockowej Supertramp z albumu o tej samej nazwie wydany w 1979 roku. Był on przebojem zarówno w USA, jak i w Wielkiej Brytanii.
Piosenkę napisał Roger Hodgson, jeszcze jako nastolatek. Jednak jest on podpisany jako kompozycja duetu Hodgson/Davies. Davies chciał od nowa napisać tekst utworu, jednak Hodgson nie zgodził się na to gdyż uważał, że jest on nieodłączną częścią kompozycji i podkreśla niewinność jego dojrzewania. Tekst utworu opowiada o osobie która nigdy nie była w Ameryce i fantazjuje o tym.
Utwór "Cupid’s Chokehold" zespołu Gym Class Heroes zawiera muzykę i fragmenty tekstu tej piosenki. Fragmentów utworu użył również wykonawca hip-hopowy, Drake w piosence pt. "Stunt Hard". Piosenkarz James Blunt wykonał ten utwór na żywo podczas jednego ze swoich koncertów. Wersję te można usłyszeć w wersji deluxe jego drugiego albumu All The Lost Souls.

## Wykonawcy
- Roger Hodgson: fortepian, wokal prowadzący, fisharmonia, gitara elektryczna
- Rick Davies: klawesyn, wokal wspierający
- John Helliwell: klarnet, wokal wspierający
- Dougie Thomson: gitara basowa
- Bob Siebenberg: gitara elektryczna
- Slyde Hyde: puzon, tuba